# Persoonia daphnoides
Persoonia daphnoides (лат.) — кустарник, вид рода Персоония (Persoonia) семейства Протейные (Proteaceae), эндемик восточной Австралии. Раскидистый кустарник с лопаткообразными или яйцевидными листьями с более узким концом к основанию и жёлтыми цветками, собранные в группах до 8 цветков, произрастающий в ограниченной зоне недалеко от границы восточного Нового Южного Уэльса и Квинсленда.

## Ботаническое описание
Persoonia daphnoides — стелющийся куст высотой до 10 см. Молодые веточки густо покрыты светло-коричневыми волосками. Листья лопаткообразные или яйцевидные с более узким концом к основанию, длиной 15-50 мм, шириной 4-20 мм, закрученные на 90 °. Цветки расположены группами по восемь штук вдоль цветоноса длиной до 35 мм, который после цветения обычно превращается в листовой побег. Каждый цветок находится на прямостоячей цветоножке длиной 1,5-3 мм, листочки околоцветника жёлтые, длиной 9-10 мм, снаружи покрытые волосками. Цветение происходит с декабря по январь.

## Таксономия
Впервые вид был официально описан в 1830 году Робертом Брауном из неопубликованной рукописи Аллана Каннингема. Описание Брауна было опубликовано в Supplementum primum Prodromi Flore Novae Hollandiae. Каннингем назвал типовое местоположение вида «возле реки Хантерс», но Питер Х. Уэстон и Лори Джонсон считают, что наименование Каннингема ошибочно.

## Распространение и местообитание
Persoonia daphnoides — эндемик Австралии. Растёт в лесах недалеко от Тентерфилда в Новом Южном Уэльсе и недалеко от Станторпа в Квинсленде, на высотах от 950 до 1200 м.